# Zygmunt Wawrzyniak

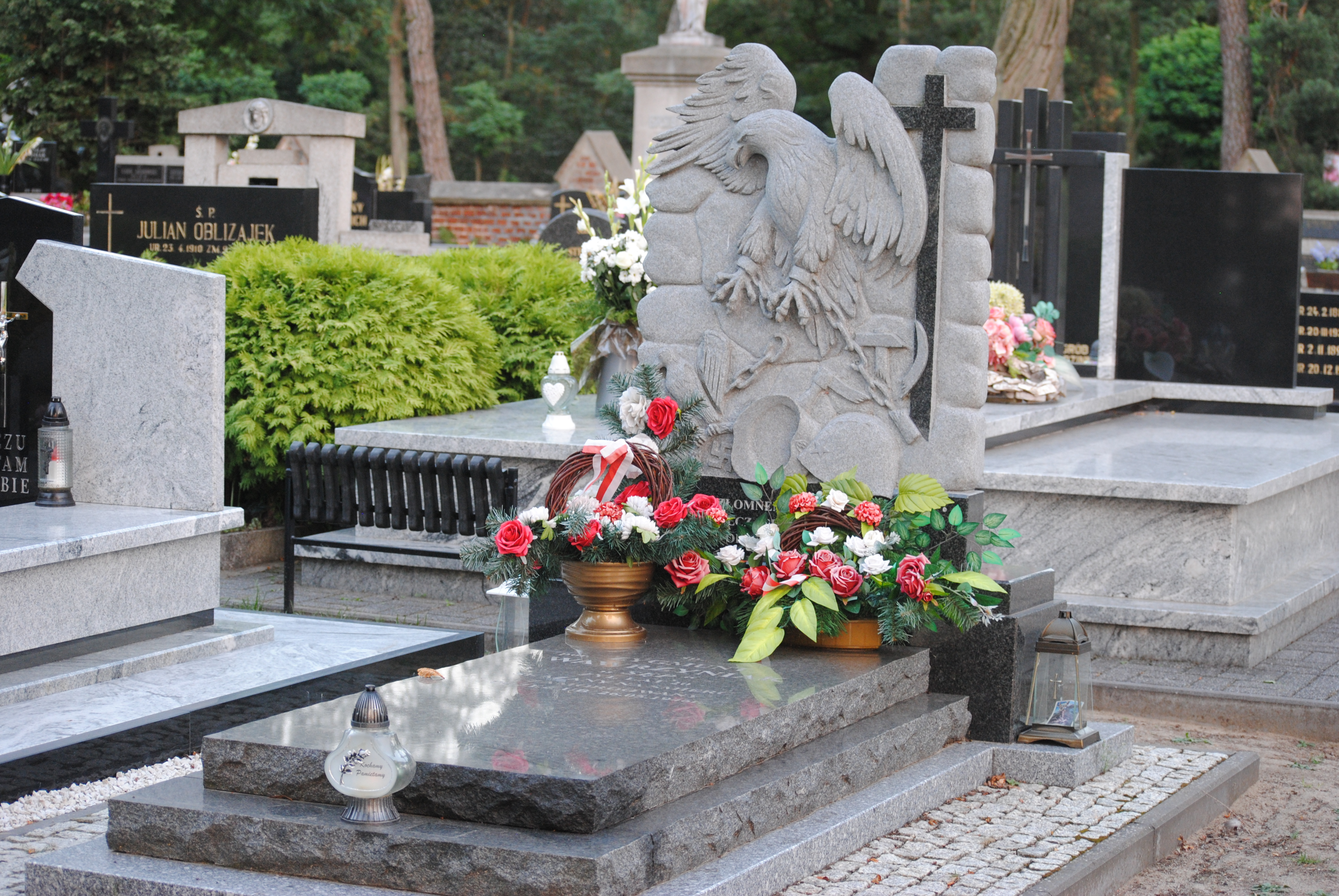
Grób Zygmunta Wawrzyniaka na cmentarzu rzymskokatolickim w Kole

Zygmunt Wawrzyniak ps. „Sęp” (ur. 14 stycznia 1926 w Sompolnie, zm. 26 maja 1946 w Kole) – polski wojskowy (tytułujący się stopniem podporucznika Armii Krajowej), żołnierz podziemia antykomunistycznego w Polsce.

## Życiorys
Syn Józefa i Natalii z d. Witzke (z pochodzenia Niemki). Do 1939 roku mieszkał wraz z rodzicami w Sompolnie, gdzie ukończył szkołę powszechną i zaangażował się w działalność harcerską. Podjął także naukę w gimnazjum w Sompolnie, którą przerwał jednak wybuch II wojny światowej.
W 1941 roku został wpisany na volkslistę, następnie w obawie przed powołaniem do Wehrmachtu zaczął się ukrywać. W 1942 roku zastrzelił miejscowego volksdeutscha, który rzekomo chciał poinformować żandarmerię o jego miejscu pobytu. Zagrożony aresztowaniem nielegalnie opuścił Kraj Warty i udał się koleją do Wiednia, gdzie podjął pracę w szpitalu. W 1944 roku ujawniono, że w szpitalu gorzej traktował pacjentów pochodzenia niemieckiego i zagrożono mu aresztowaniem, następnie opuścił Austrię i wrócił do powiatu kolskiego, gdzie ukrywał się u zaprzyjaźnionych rolników w okolicach Sompolna. W 1944 roku aresztowano i osadzono w obozie koncentracyjnym jego matkę, która nie chciała zdradzić miejsca pobytu syna. 

### Działalność w podziemiu
Po II wojnie światowej nadal mieszkał w Sompolnie. We wrześniu 1945 roku podjął naukę w gimnazjum w Kole, gdzie zetknął się z członkami podziemia niepodległościowego z oddziałów działających w rejonie Koła. Jesienią 1945 roku Wawrzyniakiem zainteresował się Urząd Bezpieczeństwa, został on aresztowany i zaproponowano mu współpracę z aparatem bezpieczeństwa. Wawrzyniak zgodził się donosić na kolegów z gimnazjum, po wypuszczeniu na wolność nie podjął jednak współpracy. W listopadzie 1945 roku wraz ze Stanisławem Dybowskim ps. „Kruk” i Mieczysławem Jarmińskim ps. „Wir” założył grupę konspiracyjną, przerwał także naukę w szkole, a znajomi poinformowali jego rodziców, że „poszedł do lasu”.
Następnie do grupy „Sępa” dołączyli także Józef Jaroszewski i Henryk Biliński. W czasie śledztwa Wawrzyniak przyznał, że do grupy należały 22 osoby. Na przełomie 1945 i 1946 roku poznał Zofię Grzęską, łączniczkę Delegatury Sił Zbrojnych na Kraj, która przekonała go do ucieczki z kraju. Między nimi doszło jednak do nieporozumienia i ostatecznie Wawrzyniak samodzielnie przekroczył granicę polsko-czechosłowacką, w Morawskiej Ostrawie został zatrzymany przez służby czechosłowackie i przekazany stronie polskiej. Po kilku tygodniach powrócił do Koła.
Grupa „Sępa” działała w okresie od listopada 1945 roku do kwietnia 1946 roku, przeprowadziła wówczas 17 akcji zbrojnych, głównie na siedziby urzędów gminy (m.in. w Kościelcu, Budzisławiu i Osieku Małym), skąd zabierano maszyny do pisania, pieniądze i broń. W urzędach wystawiał pokwitowanie na odebrane pieniądze i broń na rzecz Armii Krajowej, podając się za podporucznika. Grupa dysponowała jednym pistoletem maszynowym PPSz, dwoma niemieckimi pistoletami maszynowymi, trzema karabinami, sześcioma pistoletami i granatami. Broń w większości miała pochodzić od rozbrajanych funkcjonariuszy Milicji Obywatelskiej. W listopadzie 1945 roku oddział podjął próbę zdobycia posterunku MO w Kościelcu, grupa planowała także wysadzenie siedziby UB w Kole, jednak Wawrzyniak nie chciał dopuścić do rozlewu krwi (miał np. zabronić rozstrzelania dwóch rozbrojonych funkcjonariuszy UB).

### Aresztowanie i śmierć
W nocy z 23 na 24 kwietnia 1946 roku w Powierciu-Kolonii zorganizowano obławę, w której udział wzięli funkcjonariusze MO i UB z Koła oraz żołnierze LWP z Kalisza, podczas której Wawrzyniak został aresztowany. 11 maja 1946 roku w kinie „Świt” zorganizowano pokazowy proces, w którym na sesji wyjazdowej Sądu Okręgowego w Kaliszu skazano Wawrzyniaka na karę śmierci. Razem z nim sądzono piątkę członków grupy, którzy następnie zostali wywiezieni do więzienia we Wronkach.
Egzekucja „Sępa” miała miejsce 26 maja 1946 roku przy cmentarzu przy ul. Poniatowskiego w Kole. Według relacji rodzinnych egzekucja Wawrzyniaka miała miejsce 26 maja 1946 roku na oczach wielu mieszkańców miasta i prokurator miał zastrzelić skazanego z broni osobistej, gdy pluton egzekucyjny odmówił strzelania. 
Według Tomasza Nuszkiewicza wyrok wykonano około godziny 8:00 i obecni przy niej byli prokurator, ksiądz, lekarz oraz dwóch wojskowych, milicjant i kilku funkcjonariuszy UB. Nie zostało wcześniej zaplanowane kto ma wykonać wyrok, więc dwóch funkcjonariuszy UB zgłosiło się na ochotnika, trzeci – Eugeniusz Kołodziejek odmówił strzelania, gdyż gdy wcześniej został rozbrojony przez grupę Wawrzyniaka, ten nakazał darować mu życie. Wawrzyniak został skrępowany paskiem i ustawiony pod sosną, strzelający funkcjonariusze nie trafili jednak, gdyż ten ruszał się całym ciałem na boki. Następnie zdołał się oswobodzić i usiłował uciekać przez pobliski lasek, w pościgu za nim ruszył prokurator, komendant aresztu i funkcjonariusze. Prokuratorowi udało się dosięgnąć Wawrzyniaka, a następnie nakazał on komendantowi aresztu zabić skazańca. Wawrzyniak zginął, dwukrotnie postrzelony w głowę. Ciało skazańca pochowano pod murem cmentarnym, ale kilka dni po egzekucji ojciec Wawrzyniaka wraz z grabarzem potajemnie pochowali go na terenie cmentarza.

## Upamiętnienie
Przez ponad 60 lat grobem Wawrzyniaka na kolskim cmentarzu opiekowała się Kazimiera Pawlak, będąca w 1946 roku świadkiem procesu grupy „Sępa”. W 2016 roku odbyła się ekshumacja szczątków Wawrzyniaka z dotychczasowego miejsca pochówku. 20 czerwca 2016 roku miała miejsce uroczystość przeniesienia szczątków do nowego miejsca pochówku, w której brała udział asysta honorowa z 33 Bazy Lotnictwa Transportowego, podczas uroczystości odczytano również rozkaz z 17 czerwca 2016 roku, który pośmiertnie awansował Wawrzyniaka na stopień porucznika.
24 października 2016 roku odsłonięto ufundowany przez burmistrza Koła pomnik na grobie Wawrzyniaka.